# Villeneuve-lès-Lavaur
Pour les articles homonymes, voir Villeneuve.
Villeneuve-lès-Lavaur est une commune française située dans le sud-ouest du département du Tarn en région Occitanie. Sur le plan historique et culturel, la commune est dans le Lauragais, l'ancien « Pays de Cocagne », lié à la fois à la culture du pastel et à l’abondance des productions, et de « grenier à blé du Languedoc ».
Exposée à un climat océanique altéré, elle est drainée par le Girou, le Peyrencou, un bras du Girou, le Messal et par divers autres petits cours d'eau.
Villeneuve-lès-Lavaur est une commune rurale qui compte 138 habitants en 2022, après avoir connu un pic de population de 524 habitants en 1831.  Elle fait partie de l'aire d'attraction de Toulouse. Ses habitants sont appelés les Villeneuvois ou  Villeneuvoises.

## Géographie
Commune située dans l'aire urbaine de Toulouse, c'est une commune limitrophe avec le département de la Haute-Garonne

### Communes limitrophes
| Bannières               | Viviers-lès-Lavaur                |                 |
| Vendine (Haute-Garonne) | Villeneuve-lès-Lavaur             | Maurens-Scopont |
|                         | Loubens-Lauragais (Haute-Garonne) |                 |

### Hydrographie
La commune est dans le bassin de la Garonne, au sein du bassin hydrographique Adour-Garonne. Elle est drainée par le Girou, le Peyrencou, un bras du Girou, le Messal, le ruisseau de Dives, le ruisseau de Dives, le ruisseau d'en Bouet et par un petit cours d'eau, qui constituent un réseau hydrographique de 8 km de longueur totale,.
Le Girou, d'une longueur totale de 64,5 km, prend sa source dans la commune de Puylaurens et s'écoule du sud-est vers le nord-ouest. Il traverse la commune et se jette dans l'Hers-Mort à Saint-Jory, après avoir traversé 31 communes.

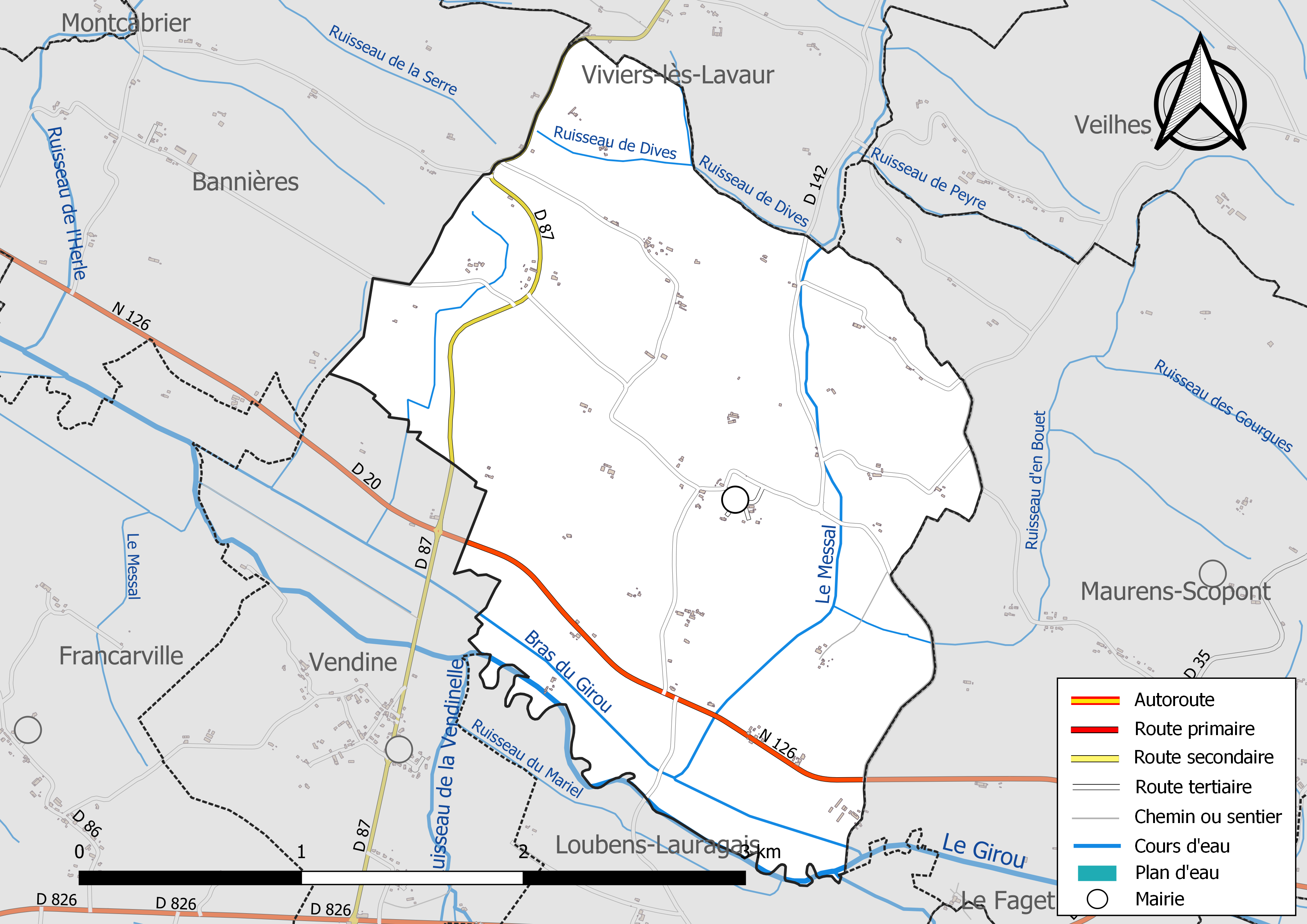
Réseaux hydrographique et routier de Villeneuve-lès-Lavaur.

Le Peyrencou, d'une longueur totale de 15,1 km, prend sa source dans la commune de Montégut-Lauragais et s'écoule du sud-est vers le nord-ouest. Il traverse la commune et se jette dans le Girou sur le territoire communal, après avoir traversé 7 communes.

### Climat
Pour des articles plus généraux, voir Climat de l'Occitanie et Climat du Tarn.
En 2010, le climat de la commune est de type climat du Bassin du Sud-Ouest, selon une étude du Centre national de la recherche scientifique s'appuyant sur une série de données couvrant la période 1971-2000. En 2020, Météo-France publie une typologie des climats de la France métropolitaine dans laquelle la commune est exposée à un climat océanique altéré et est dans la région climatique Aquitaine, Gascogne, caractérisée par une pluviométrie abondante au printemps, modérée en automne, un faible ensoleillement au printemps, un été chaud (19,5 °C), des vents faibles, des brouillards fréquents en automne et en hiver et des orages fréquents en été (15 à 20 jours).
Pour la période 1971-2000, la température annuelle moyenne est de 13,2 °C, avec une amplitude thermique annuelle de 16 °C. Le cumul annuel moyen de précipitations est de 731 mm, avec 9,9 jours de précipitations en janvier et 5,3 jours en juillet. Pour la période 1991-2020, la température moyenne annuelle observée sur la station météorologique de Météo-France la plus proche, « Lavaur », sur la commune de Lavaur à 11 km à vol d'oiseau, est de 13,6 °C et le cumul annuel moyen de précipitations est de 701,8 mm. 
La température maximale relevée sur cette station est de 42,6 °C, atteinte le 23 août 2023 ; la température minimale est de −18 °C, atteinte le 17 janvier 1987,,.
Les paramètres climatiques de la commune ont été estimés pour le milieu du siècle (2041-2070) selon différents scénarios d'émission de gaz à effet de serre à partir des nouvelles projections climatiques de référence DRIAS-2020. Ils sont consultables sur un site dédié publié par Météo-France en novembre 2022.

### Milieux naturels et biodiversité
Aucun espace naturel présentant un intérêt patrimonial n'est recensé sur la commune dans l'inventaire national du patrimoine naturel,,.

## Urbanisme

### Typologie
Au 1er janvier 2024, Villeneuve-lès-Lavaur est catégorisée commune rurale à habitat très dispersé, selon la nouvelle grille communale de densité à sept niveaux définie par l'Insee en 2022.
Elle est située hors unité urbaine. Par ailleurs la commune fait partie de l'aire d'attraction de Toulouse, dont elle est une commune de la couronne,. Cette aire, qui regroupe 527 communes, est catégorisée dans les aires de 700 000 habitants ou plus (hors Paris),.

### Occupation des sols
L'occupation des sols de la commune, telle qu'elle ressort de la base de données européenne d’occupation biophysique des sols Corine Land Cover (CLC), est marquée par l'importance des territoires agricoles (100 % en 2018), une proportion identique à celle de 1990 (100 %). La répartition détaillée en 2018 est la suivante : 
terres arables (100 %). L'évolution de l’occupation des sols de la commune et de ses infrastructures peut être observée sur les différentes représentations cartographiques du territoire : la carte de Cassini (XVIIIe siècle), la carte d'état-major (1820-1866) et les cartes ou photos aériennes de l'IGN pour la période actuelle (1950 à aujourd'hui).

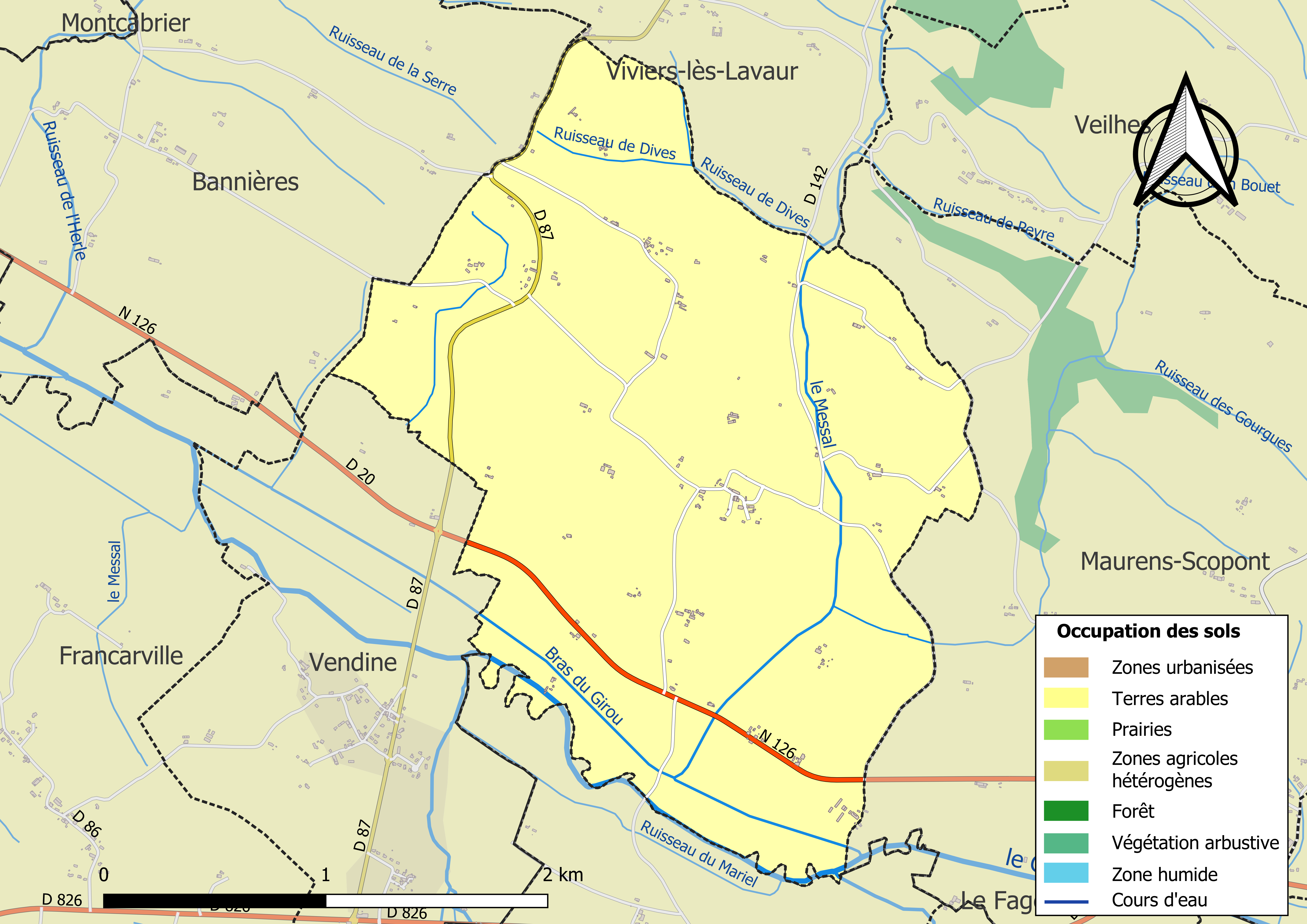
Carte des infrastructures et de l'occupation des sols de la commune en 2018 (CLC).

### Risques majeurs
Le territoire de la commune de Villeneuve-lès-Lavaur est vulnérable à différents aléas naturels : météorologiques (tempête, orage, neige, grand froid, canicule ou sécheresse), inondations, mouvements de terrains et séisme (sismicité très faible). Il est également exposé à un risque technologique,  le transport de matières dangereuses. Un site publié par le BRGM permet d'évaluer simplement et rapidement les risques d'un bien localisé soit par son adresse soit par le numéro de sa parcelle.

#### Risques naturels
Certaines parties du territoire communal sont susceptibles d’être affectées par le risque d’inondation par débordement de cours d'eau, notamment le Girou et le Peyrencou. La cartographie des zones inondables en ex-Midi-Pyrénées réalisée dans le cadre du XIe Contrat de plan État-région, visant à informer les citoyens et les décideurs sur le risque d’inondation, est accessible sur le site de la DREAL Occitanie. La commune a été reconnue en état de catastrophe naturelle au titre des dommages causés par les inondations et coulées de boue survenues en 1982, 1992 et 1997,.
Villeneuve-lès-Lavaur est exposée au risque de feu de forêt. En 2022, il n'existe pas de Plan de Prévention des Risques incendie de forêt (PPRif). Le débroussaillement aux abords des maisons constitue l’une des meilleures protections pour les particuliers contre le feu,.

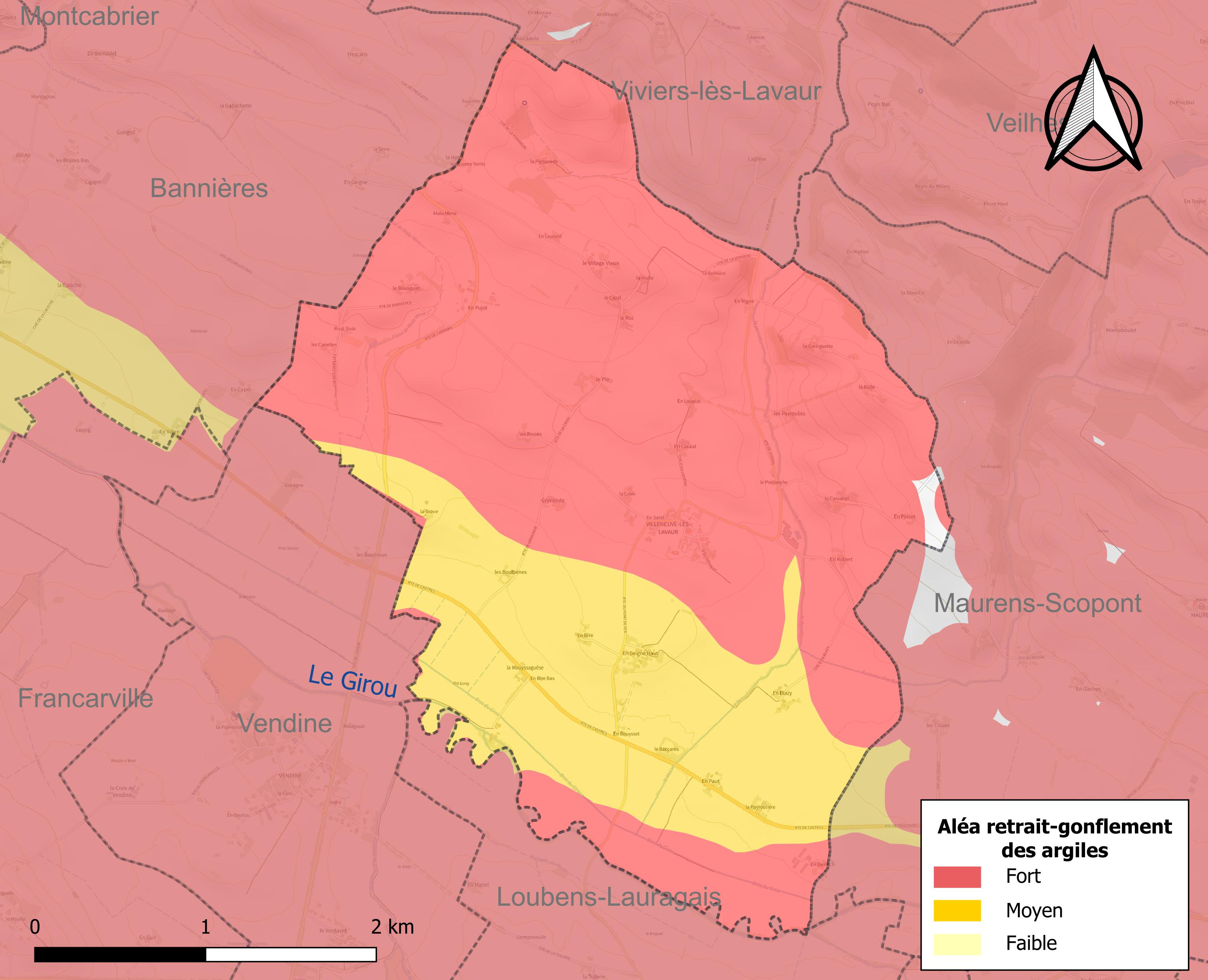
Carte des zones d'aléa retrait-gonflement des sols argileux de Villeneuve-lès-Lavaur.

La commune est vulnérable au risque de mouvements de terrains constitué principalement du retrait-gonflement des sols argileux. Cet aléa est susceptible d'engendrer des dommages importants aux bâtiments en cas d’alternance de périodes de sécheresse et de pluie. 99,6 % de la superficie communale est en aléa moyen ou fort (76,3 % au niveau départemental et 48,5 % au niveau national). Sur les 84 bâtiments dénombrés sur la commune en 2019, 84 sont en aléa moyen ou fort, soit 100 %, à comparer aux 90 % au niveau départemental et 54 % au niveau national. Une cartographie de l'exposition du territoire national au retrait gonflement des sols argileux est disponible sur le site du BRGM,.
Par ailleurs, afin de mieux appréhender le risque d’affaissement de terrain, l'inventaire national des cavités souterraines permet de localiser celles situées sur la commune.

#### Risques technologiques
Le risque de transport de matières dangereuses sur la commune est lié à sa traversée par des infrastructures routières ou ferroviaires importantes ou la présence d'une canalisation de transport d'hydrocarbures. Un accident se produisant sur de telles infrastructures est susceptible d’avoir des effets graves sur les biens, les personnes ou l'environnement, selon la nature du matériau transporté. Des dispositions d’urbanisme peuvent être préconisées en conséquence.

## Histoire
Le village est cité dans les archives dès le Xe siècle sous le nom de Villa-Nova. Il aurait appartenu à l'abbaye de Sorèze. Le village initial était situé plus au nord que le village actuel, sur le site appelé le Village Vieux. Il était édifié à côté du château de Thézan qui a disparu. Il y avait une chapelle dédiée à Notre-Dame-d'Espérance.
L'église Saint-Sernin-et-Saint-Eutrope était située au lieu-dit Saint-Sernin de Vidilhac. La chapelle Notre-Dame-d'Espérance en dépendait.
Après la disparition du château et de la chapelle à la Révolution, Saint-Sernin de Vidilhac va devenir le nouveau bourg du village. Il y a encore peu d'habitations près de l'église Saint-Sernin-et-Saint-Eutrope en 1825, mais l'implantation de mairie à proximité, en 1850, va entraîner le développement du bourg.

### Héraldique
| Villeneuve-lès-Lavaur | Son blasonnement est : Taillé cannelé d'argent et de sinople. |

## Politique et administration

### Rattachements administratifs et électoraux
Villeneuve-lès-Lavaur était membre de la communauté de communes du SESCAL jusqu'au premier janvier 2013, avant de rejoindre la communauté de communes Tarn et Agout, et fait partie du canton de Lavaur Cocagne (avant le redécoupage départemental de 2014, Villeneuve-lès-Lavaur faisait partie de l'ex-canton de Lavaur).

### Liste des maires
| Période                                  | Période   | Identité        | Étiquette | Qualité |
| ---------------------------------------- | --------- | --------------- | --------- | ------- |
| mars 2008                                |           | Michel Bouyssou |           |         |
| mars 2001                                | mars 2008 | Michel Bouyssou |           |         |
| Les données manquantes sont à compléter. |           |                 |           |         |

## Population et société

### Démographie
| 1793 | 1800 | 1806 | 1821 | 1831 | 1836 | 1841 | 1846 | 1851 |
| ---- | ---- | ---- | ---- | ---- | ---- | ---- | ---- | ---- |
| 379  | 416  | 421  | 461  | 524  | 510  | 511  | 485  | 491  |

| 1856 | 1861 | 1866 | 1872 | 1876 | 1881 | 1886 | 1891 | 1896 |
| ---- | ---- | ---- | ---- | ---- | ---- | ---- | ---- | ---- |
| 483  | 438  | 426  | 382  | 358  | 353  | 350  | 361  | 349  |

| 1901 | 1906 | 1911 | 1921 | 1926 | 1931 | 1936 | 1946 | 1954 |
| ---- | ---- | ---- | ---- | ---- | ---- | ---- | ---- | ---- |
| 322  | 333  | 330  | 278  | 282  | 266  | 254  | 211  | 223  |

| 1962 | 1968 | 1975 | 1982 | 1990 | 1999 | 2006 | 2008 | 2013 |
| ---- | ---- | ---- | ---- | ---- | ---- | ---- | ---- | ---- |
| 188  | 162  | 135  | 134  | 153  | 144  | 139  | 138  | 148  |

| 2018 | 2022 | - | - | - | - | - | - | - |
| ---- | ---- | - | - | - | - | - | - | - |
| 144  | 138  | - | - | - | - | - | - | - |

### Enseignement
Villeneuve-lès-Lavaur fait partie de l'académie de Toulouse.

## Économie

### Emploi
|                | 2008   | 2013   | 2018  |
| -------------- | ------ | ------ | ----- |
| Commune        | 15,5 % | 15,9 % | 9,5 % |
| Département    | 8,2 %  | 9,9 %  | 10 %  |
| France entière | 8,3 %  | 10 %   | 10 %  |

En 2018, la population âgée de 15 à 64 ans s'élève à 84 personnes, parmi lesquelles on compte 85,7 % d'actifs (76,2 % ayant un emploi et 9,5 % de chômeurs) et 14,3 % d'inactifs,. En  2018, le taux de chômage communal (au sens du recensement) des 15-64 ans est inférieur à celui de la France et du département, alors qu'en 2008 la situation était inverse.
La commune fait partie de la couronne de l'aire d'attraction de Toulouse, du fait qu'au moins 15 % des actifs travaillent dans le pôle,. Elle compte 21 emplois en 2018, contre 15 en 2013 et 18 en 2008. Le nombre d'actifs ayant un emploi résidant dans la commune est de 67, soit un indicateur de concentration d'emploi de 30,8 % et un taux d'activité parmi les 15 ans ou plus de 61 %.
Sur ces 67 actifs de 15 ans ou plus ayant un emploi, 9 travaillent dans la commune, soit 13 % des habitants. Pour se rendre au travail, 92,5 % des habitants utilisent un véhicule personnel ou de fonction à quatre roues, 1,5 % les transports en commun et 6 % n'ont pas besoin de transport (travail au domicile).

### Activités hors agriculture
19 établissements sont implantés  à Villeneuve-lès-Lavaur au 31 décembre 2019.
Le secteur du commerce de gros et de détail, des transports, de l'hébergement et de la restauration est prépondérant sur la commune puisqu'il représente 21,1 % du nombre total d'établissements de la commune (4 sur les 19 entreprises implantées  à Villeneuve-lès-Lavaur), contre 26,7 % au niveau départemental.

### Agriculture
La commune est dans le Lauragais tarnais, une petite région agricole située dans le sud-ouest du département du Tarn. En 2020, l'orientation technico-économique de l'agriculture  sur la commune est la polyculture et/ou le polyélevage. 
|               | 1988 | 2000 | 2010 | 2020 |
| ------------- | ---- | ---- | ---- | ---- |
| Exploitations | 18   | 12   | 9    | 12   |
| SAU (ha)      | 572  | 544  | 527  | 621  |

Le nombre d'exploitations agricoles en activité et ayant leur siège dans la commune est passé de 18 lors du recensement agricole de 1988  à 12 en 2000 puis à 9 en 2010 et enfin à 12 en 2020, soit une baisse de 33 % en 32 ans. Le même mouvement est observé à l'échelle du département qui a perdu pendant cette période 58 % de ses exploitations,. La surface agricole utilisée sur la commune a quant à elle augmenté, passant de 572 ha en 1988 à 621 ha en 2020. Parallèlement la surface agricole utilisée moyenne par exploitation a augmenté, passant de 32 à 52 ha.

## Culture locale et patrimoine

### Lieux et monuments
- L'église Saint-Sernin et Saint-Eutrope de Villeneuve-lès-Lavaurs est reconstruite à partir de 1846, jusqu'en 1863. Les fenêtres du chœur sont percées en 1880 et munis de verrières réalisées par le peintre-verrier de Gaillac, Henri Joseph Barthélemy Fauré (1836-1911)[26].